# Jhon Perlaza
Jhon Alejandro Perlaza Zapata, né le 26 août 1994 à Cali, est un athlète colombien, spécialiste du sprint.

## Carrière
Le 25 juin 2016, il porte son record sur 400 m à 45 s 45 à Cali (Pedro Grajales).
Il remporte à Luque (Paraguay) le relais 4 x 400 m lors des 50es Championnats d'Amérique du Sud en 2017.